# Cotiakou
Cotiakou ist ein Ort und ein Arrondissement im Département Atakora in Benin. Es ist eine Verwaltungseinheit, die der Gerichtsbarkeit der Kommune Tanguiéta untersteht. Gemäß der Volkszählung von 2013 hatte Cotiakou 13.814 Einwohner, davon waren 6643 männlich und 7171 weiblich.
Durch den Ort verläuft die Fernstraße RNIE3, die einerseits zur nordwestlich gelegenen Stadt Tanguiéta und andererseits in südöstlicher Richtung in die Kommune und Stadt Toucountouna führt.